# Rata Mulie
Rata Mulie is een bestuurslaag in het regentschap Bener Meriah van de provincie Atjeh, Indonesië. Rata Mulie telt 50 inwoners (volkstelling 2010).